# 'Au'asi
'Au'asi è un villaggio delle Samoa Americane appartenente alla contea di Sa'Ole del Distretto orientale. Il villaggio è situato nell'est dell'Isola di Tutuila, nelle Samoa Americane. È uno dei villaggi più popolosi dell'isola ed  è localizzato sulla costa est.